# Léon Boëllmann

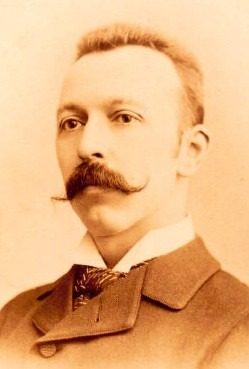
Léon Boëllmann

Léon Boëllmann (Ensisheim, Haut-Rhin, Elzas-Lotharingen, 25 september 1862 - Parijs, 11 oktober 1897) was een Frans componist en organist. Hij behoorde tot de Frans-romantische orgelschool. Zijn bekendste werk is de Suite gothique (1895), vooral het laatste gedeelte, de Toccata.

## Levensloop

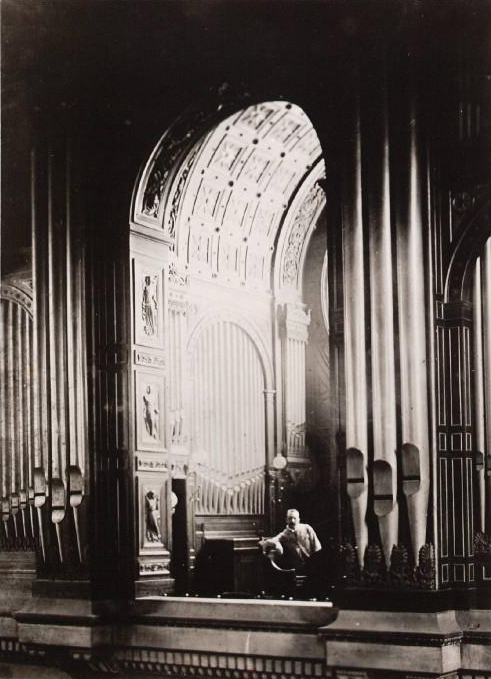
Boëllmann aan het orgel van de Église Saint-Vincent-de-Paul in Parijs

Boëllmann werd geboren in Ensisheim in de Elzas als zoon van een apotheker. In 1871, toen hij negen jaar oud was, begon hij zijn studie in Parijs aan de École de Musique Classique et Religieuse van Louis Niedermeyer. Zijn voornaamste docenten waren Gustave Lefèvre en Eugène Gigout. Boëllmann slaagde in 1881 met eerste prijzen voor piano, orgel, contrapunt, fuga's, harmonieleer en compositie. Vervolgens werd hij "organiste de choeur" op het Cavaillé-Coll-orgel van de Église Saint-Vincent-de-Paul in het 10e arrondissement van Parijs. Zes jaar later werd hij benoemd tot cantor en "organiste titulaire". Deze posities behield hij tot zijn vroege dood.
In 1885 trouwde Boëllmann met Louise, de dochter van Gustave Lefèvre en de nicht van Eugène Gigout. Het paar ging wonen bij Gigout en in diens school gaf Boëllmann les in orgelspel en improvisatie.
Als favoriete leerling van Gigout kwam Boëllmann in de beste kringen van de Franse muziekwereld. Hij maakte veel vrienden onder kunstenaars en kon veel concerten geven in Parijs en daarbuiten. Boëllmann werd bekend als "Een toegewijde leraar, scherpe criticus, getalenteerde componist en succesvolle artiest ... die aangename klanken uit weerspannige instrumenten haalde". Boëllmann schreef ook kritiek voor L'Art musical onder het pseudoniem "le Révérend Père Léon" en "un Garçon van de Salle Pleyel".
Boëllmann stierf in 1897 op 35-jarige leeftijd, waarschijnlijk door tuberculose. Na de dood van zijn vrouw, een jaar later, voedde Gigout hun drie wezen verder op. Van hen werd Marie-Louise Boëllmann-Gigout (1891-1977) een bekend orgellerares.

## Werken
Gedurende de zestien jaar van zijn professionele leven, componeerde Boëllmann ongeveer 160 stukken in allerlei genres. Getrouw aan de stijl van César Franck en met bewondering voor Camille Saint-Saëns, vertonen de stukken van Boëllmann een romantische esthetiek van rond de eeuwwisseling, waarin een opmerkelijke helderheid van klank weergalmt, vooral in de orgelstukken. Zijn bekendste werk is de Suite gothique op. 25 (1895), vooral het laatste stuk, de Toccata, een stuk "van gemiddelde moeilijkheid maar een briljant effect", met een dramatisch thema in mineur en een ritmische nadruk die het al in Boëllmanns tijd populair maakte. Boëllmann schreef ook motetten, pianowerken, een symfonie voor orkest (opgedragen aan Saint-Saëns), werken voor cello, orkest en orgel zowel als een cellosonate (opgedragen aan Jules Delsart) en andere kamermuziek.

## Werkenlijst
Orgel
- Douze pièces, op. 16 (1890)
- Suite gothique, op. 25 (1895)
- Deuxième suite, op. 27 (1896)
- Les Heures mystiques, op. 29/30 (1896)
- Ronde française, op. 37 (arr. Choisnel)
- Offertoire sur les Noëls (1885-1886)
- Cinq Versets pour le Magnificat in F
- Deux esquisses
- Élévation et Communion (1884)
- Fantaisie in a
- Offertoire funèbre in c
- Vingt-six Versets posthumes (uitgegeven in 2002)

Piano
- Valse, op. 8
- Deuxième valse, op. 14
- Aubade, op. 15/1
- Feuillet d'album, op. 15/3
- 2e Impromptu, Op. 15/4
- Improvisations, op. 28
- Nocturne, op. 36
- Ronde française, op. 37
- Gavotte
- Prélude & fugue
- Scherzo-Caprice
- Étude (1885)
- Intermezzo (1885)
- 3 Pièces  (ca. 1885)
- Prélude et fugue (ca. 1885)
- Scherzo caprice
- Valse alsacienne
- Berceuse vierhandig

Kamermuziek
- Pianokwartet in f, op. 10
- Pianotrio in G, op. 19
- Sonate voor cello en piano in a, op. 40
- Suite voor cello en piano, op. 6[8]
- 2 Pièces voor cello en piano, op. 31[9]
- Pièce voor celle en piano[10]

Zangstem (liederen)
- Conte d'amour, op. 26 (3 mélodies)
- Berceuse
- Chanson mauresque
- L’étoile (P. Gille)
- Hymne
- Je ne fay rien que requérir (C. Marot) (ca. 1895)
- Ma bien-aimée (J. Lahor), (ca. 1899)
- Marguerite des bois
- Noël (E. Guinand), (ca. 1895)
- Notre amour (A. Silvestre), (ca. 1894)
- Récit d’une jeune fille de Bethléem (S. Bordèse)
- Réveil de Jésus (Bordèse)
- La rime et l’épée
- Les roses (L. Paté) (1895)
- Sérénade
- Sous bois (L. Tiercelin) (c. 1895)
- Le chant du ruisseau (J.-B. Clément)
- Rondel dans le mode phrygien (J. Froissart) (ca. 1891)

Motetten
- Ave verum (1884)
- Ave Maria (1884)
- Laudate Dominum (posth.);
- Monstra te
- 6 Motets (ca. 1887)
- O Salutaris
- Psaume 101 (1881)
- Tantum ergo 1
- Tantum ergo 2 (ca. 1888)
- Tantum ergo 3 (ca. 1896);
- Veni Creator

Orkest
- Fantaisie dialoguée, op. 35, voor orgel en orkest
- Intermezzo
- Ma bien aimée voor zangstem en orkest
- Rondel voor klein orkest
- Scènes du Moyen-Âge voor orkest
- Symfonie in F major, op. 24
- Variations symphoniques, op. 23, voor cello en orkest
- Heures mystiques voor strijkorkest, daarin Quatre pièces brêves